# Ferndale-Erdbeben 2022
Das Ferndale-Erdbeben ereignete sich am 20. Dezember 2022 um 10:34:25 UTC in Ferndale an der Nordwestküste Kaliforniens. Es erreichte auf der Momenten-Magnituden-Skala eine Stärke von MW = 6,4 und auf der Mercalliskala wurde die Stufe VIII (zerstörend) registriert. Das Epizentrum befand sich bei 40,5° nördlicher Breite und 124,4° westlicher Länge. Es war das bisher letzte größere Erdbeben in Kalifornien.

## Hergang
Das Ferndale-Erdbeben, Englisch Ferndale earthquake, folgte auf den Tag genau auf das Beben vom Cape Mendocino am 20. Dezember 2021. Dieses hatte eine Magnitude von MW = 6,2 und richtete nur leichte Schäden an. Das Ferndale-Erdbeben war mit MW = 6,4 etwas stärker. Auslöser des Bebens war eine 20 Kilometer lange, steilstehende, linksverschiebende Seitenverschiebung mit nordöstlicher Streichrichtung. Laut Einschätzung des United States Geological Survey (USGS) befand sich der Erdbebenherd wahrscheinlich innerhalb der subduzierenden Gordaplatte – zu urteilen nach der beträchtlichen Herdtiefe, der Herdflächenlösung und der geographischen Lage des Epizentrums. Letzteres befand sich im Pazifik, die auslösende Störung verlagerte sich aber dann an Land und riss in Richtung Nordosten ein.

## Seismologische Parameter
Das Epizentrum des Bebens befand sich bei 40° 31′ 30″ N und 124° 25′ 23″ W. Es lag knapp 4 Kilometer auf offener See, 15 Kilometer westsüdwestlich von Ferndale. Die Herdtiefe betrug 17,9 Kilometer. Bei einer Magnitude von MW = 6,4 wurde eine Spitzenbeschleunigung von 1,46 g erreicht – was einen sehr hohen Wert darstellt, der sich durch bedeutende alluviale Ablagerungen im neogenen Eel-River-Becken erklären lässt. Es wurden keine Oberflächenrisse entdeckt, die Verwerfung blieb somit in der Tiefe verborgen. Sie schlug quer zu den zahlreichen vorhandenen Störungen, die Ostsüdost, Südost und Südsüdost streichen.

## Auswirkungen

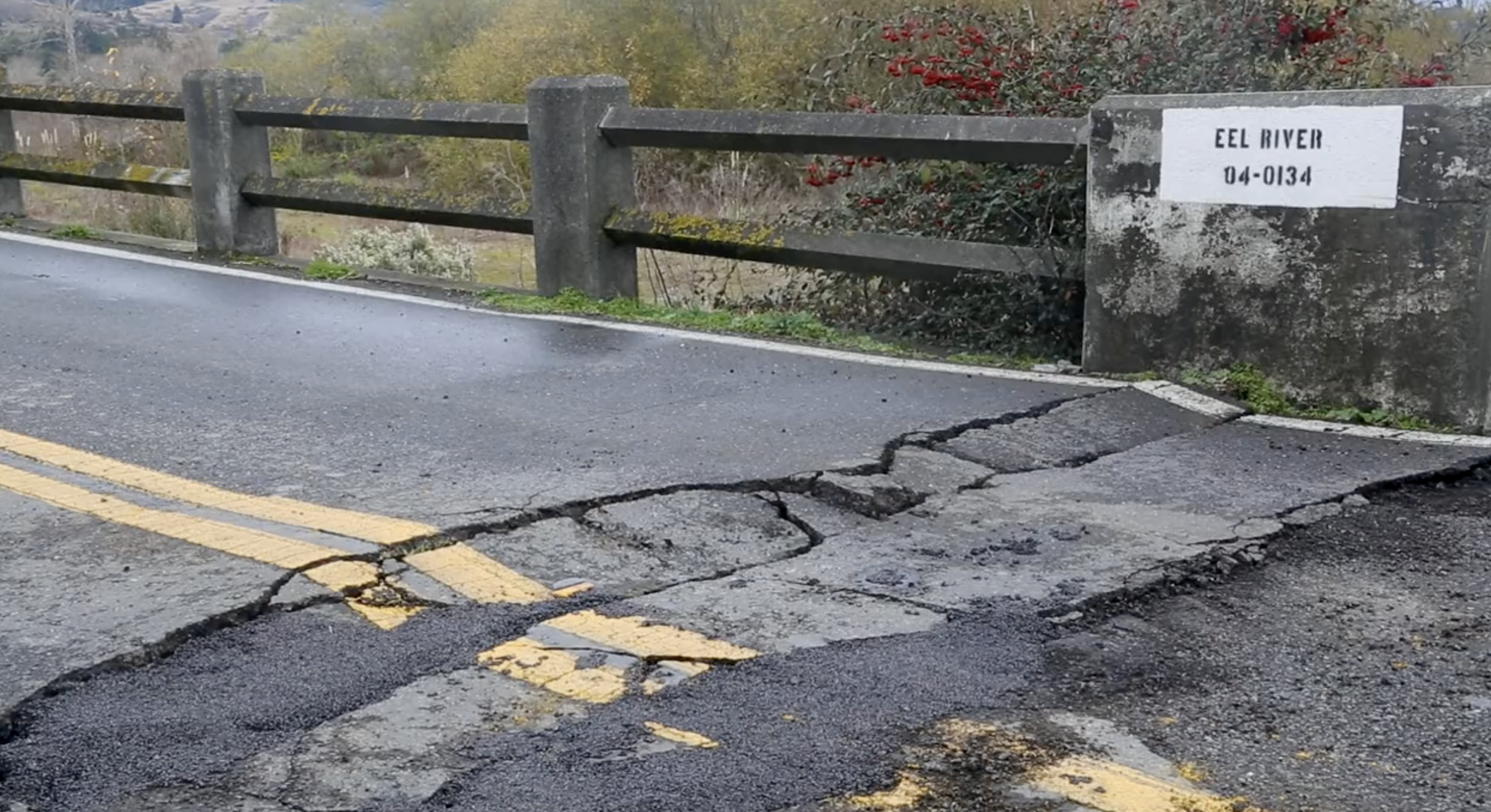
Die Risse an der Fernbridge über den Eel River

### Opfer
Zwei Menschen starben an den Auswirkungen des Erdbebens und 17 wurden verletzt. Die beiden Opfer waren 72 und 83 Jahre alt. Sie starben, weil der Rettungsdienst wegen dringender anderweitiger Einsätze sich ihrer nicht annehmen konnte. Eines der Opfer erlitt einen Herzstillstand.

### Schäden

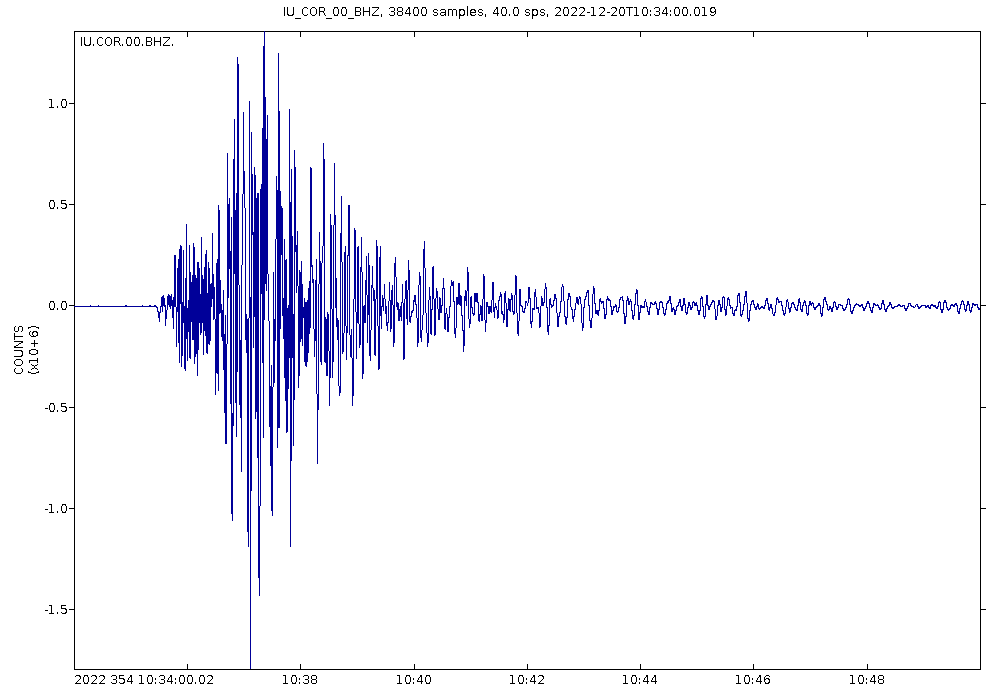
Seismogramm des Ferndale-Erdbebens, aufgezeichnet in Corvallis

Ursprüngliche Berichte über Funkscanner berichteten von mehreren beschädigten Häusern, Gasaustritten und Stromausfällen in Rio Dell. Tatsächlich waren dort 15 Gebäude eingestürzt oder hatten schwere Schäden erlitten, wobei eines der Gebäude durch Feuer zerstört wurde. Zirka 100 Menschen waren obdachlos geworden. Schaufenster waren zersprungen und Wohnhäuser von ihren Fundamenten geschoben. In Loleta fielen Ziegelsteine von der Humboldt Creamery, einem ehemaligen Molkereibetrieb. An einigen Geschäften in Fortuna und in Ferndale wurden die Auslagenfronten in Mitleidenschaft gezogen und Gegenstände purzelten aus ihren Regalen. Insgesamt waren als Folge des Bebens 150 Wohnhäuser entweder zerstört oder schwer beschädigt. Der Schwerpunkt der Zerstörungen lag in Rio Dell.
Der Energieversorger Pacific Gas and Electric (PG&E) stufte die Zahl der von der Stromversorgung abgeschnittenen Verbraucher im Humboldt County anfangs auf 50.000 ein, erhöhte diese aber dann auf 60.000 und um 16:25 Uhr (PST) endlich auf 71.170. Der Übertragungsnetzbetreiber California Independent System Operator (CAISO) rief einen Übertragungsnotstand aus. Telefonwarndienste sandten ihre Nachricht weit nach Süden bis in die San Francisco Bay Area. Vom California Department of Transportation (Caltrans) wurde im District 1 an der California State Route 211 die Fernbridge über den Eel River gesperrt, da vier bedeutende Risse ein Abrutschen der Straße befürchten ließen. Die Antworten öffentlicher Entscheidungsträger vor Ort (inklusive Stammesverwaltungen) wurden vom California Office of Emergency Services (Cal OES), vom California Department of Forestry and Fire Protection (Cal Fire), von Caltrans, vom California Geological Survey und von der California Highway Patrol koordiniert. Die Humboldt State University in Arcata wurde ab 19:16 Uhr (PST) für die Öffentlichkeit geschlossen.

## Nachbeben

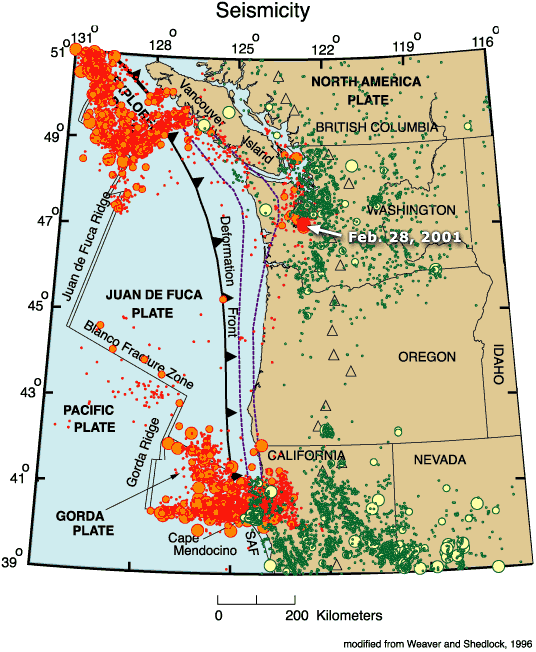
Die tektonische Situation entlang der Pazifikküste

Das Hauptbeben erzeugte mehr als 250 Nachbeben (Englisch aftershocks) mit einer Magnitude oberhalb von MW = 1,0, die über eine Distanz von mehr als 26 Kilometer verteilt waren. Das bedeutendste dieser Nachbeben im Jahr 2022 erreichte immerhin eine Magnitude von MW = 4,9 und die Stärke V auf der Mercalliskala. Am 1. Januar 2023 kam es dann sogar zu einem Nachbeben mit MW = 5.4 und Mercalliintensität VII. Bei diesem Nachbeben zerbrachen Fenster, riesige Risse öffneten sich in Gebäudemauern und Stromausfälle ereigneten sich im Humboldt County. Einige Häuser waren arg zerstört, da sie von ihren Fundamenten geschoben wurden. Am 21. März 2023 wurde ein weiteres Nachbeben etwa 10 Kilometer südwestlich von Ferndale registriert, welches vom USGS ebenfalls dem Ferndale-Erdbeben zugerechnet wurde.

## Erdbebenfrühwarnung
Das Ferndale-Erdbeben aktivierte ShakeAlert, eine vom USGS eingerichtete Erdbebenfrühwarnung für die amerikanische Westküste. Im Norden Kaliforniens und im Süden Oregons empfingen drei Millionen Menschen Frühwarnungen auf ihren Smartphones. In Fortuna hatten Sensoren erste Erschütterungen bereits noch um 10:34 registriert und versendeten ihre Warnungen bis an die Grenze von Oregon, bis nach San José im Süden und über das Shasta County nach Medford in Oregon. Seit der öffentlichen Verfügbarkeit des Warndienstes im Jahr 2019 war dies die bisher bedeutendste Warnaktion.

## Tsunamiwarnung
Eine Tsunamiwarnung wurde von der National Oceanic and Atmospheric Administration (NOAA) nicht ausgesprochen.

## Geologie

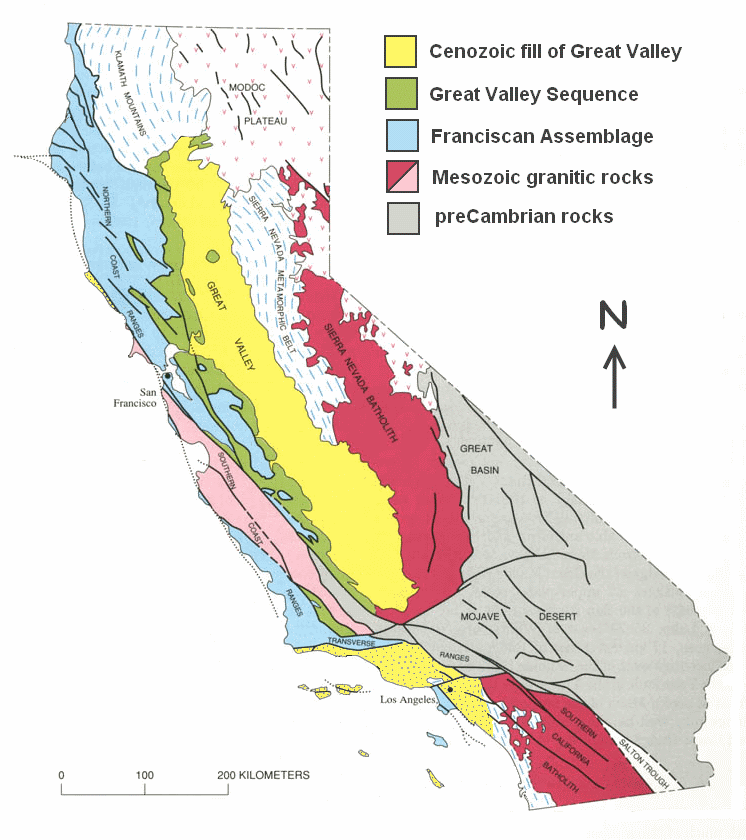
Vereinfachte geologische Karte – in hellblau der Franciscan Complex

Das vom Erdbeben betroffene Gebiet auf dem Festland bildet Teil der physiogeographischen Provinz der nördlichen California Coast Ranges, hier insbesondere der Mendocino Range. Ihr Nordende überlappt auf seiner Ostseite mit dem Südende der Klamath Mountains über rund 150 Kilometer. Das Küstengebirge streicht Nordwest-Südost. Sein Kern wird vom chaotischen Franciscan-Komplex unterlagert – ein 200 bis 80 Millionen Jahre alter Subduktionskomplex, der vorwiegend aus Grauwacken, Tonschiefern und Chert besteht. Er enthält aber auch ozeanische Gesteine, die meist metamorphosiert als Metabasalte, Serpentinite und sogar als niedertemperierte Blauschiefer vorliegen. Letztere sind als Hochdruckgesteine eindeutige Anzeiger einer erfolgten Subduktion.
Der Franciscan-Komplex (oft auch Franciscan assemblage – eine tektonische Mélange) setzt sich aus drei Gürteln zusammen – dem Eastern Franciscan belt am Ostrand, dem Central Franciscan belt im Zentrum und dem Coastal Franciscan belt entlang der Westküste. Letzterer steht im Erdbebengebiet an und besteht hier aus dem Coastal-Terran. Neben dem Coastal-Terran sind noch drei weitere Terrane zu erwähnen – das King-Range-Terran und das False-Cape-Terran
aus dem mittleren Miozän sowie das Yager-Terran aus dem Eozän. Die Terrane werden voneinander an flach bis modest einfallenden, gekrümmten Verwerfungen abgetrennt. Sie sind nur schwach metamorph (Zeolithgrad) und enthalten örtlich Laumontit.
Der Coastal Franciscan belt ist ein Akkretionskomplex hauptsächlich oberkretazischen bis paläogenen Alters. Das Coastal-Terran enthält allochthone Sandsteinblöcke und -platten, Vulkanite, Radiolarienchert und Kalke, die sowohl dem von Osten überschobenen Central Franciscan belt und auch Terranen des Eastern Franciscan belt entstammen (dem Pickett-Peak-Terran und dem Yolla-Bolly-Terran). Der Coastal Franciscan belt akkretierte unterhalb den Central Franciscan belt entlang der Coastal belt thrust im oberen Eozän vor rund 40 Millionen Jahren.
Das Coastal-Terran wird sodann von sowohl marinen als auch kontinentalen Hüllsedimenten (Unteres Miozän bis Holozän) transgressiv abgedeckt. Diese sind nur gering verformt und nicht metamorph. Sie erscheinen vorwiegend im Eel-River-Becken in der Niederung des Eel Rivers um Fortuna. Die Sedimente wurden am akkretierenden Kontinentalrand (Forearc-Environment) in Richtung Grabenrinne (Englisch trench) geschüttet. Sie zeigen eine zunehmende Verflachung von bathyalen Sedimenten zu Oberflächenschüttungen an. Ihre Heraushebung war tektonisch bedingt und wird mit dem aus Süden erfolgenden Heranrücken des Mendocino-Tripelpunkts erklärt.

## Geodynamik

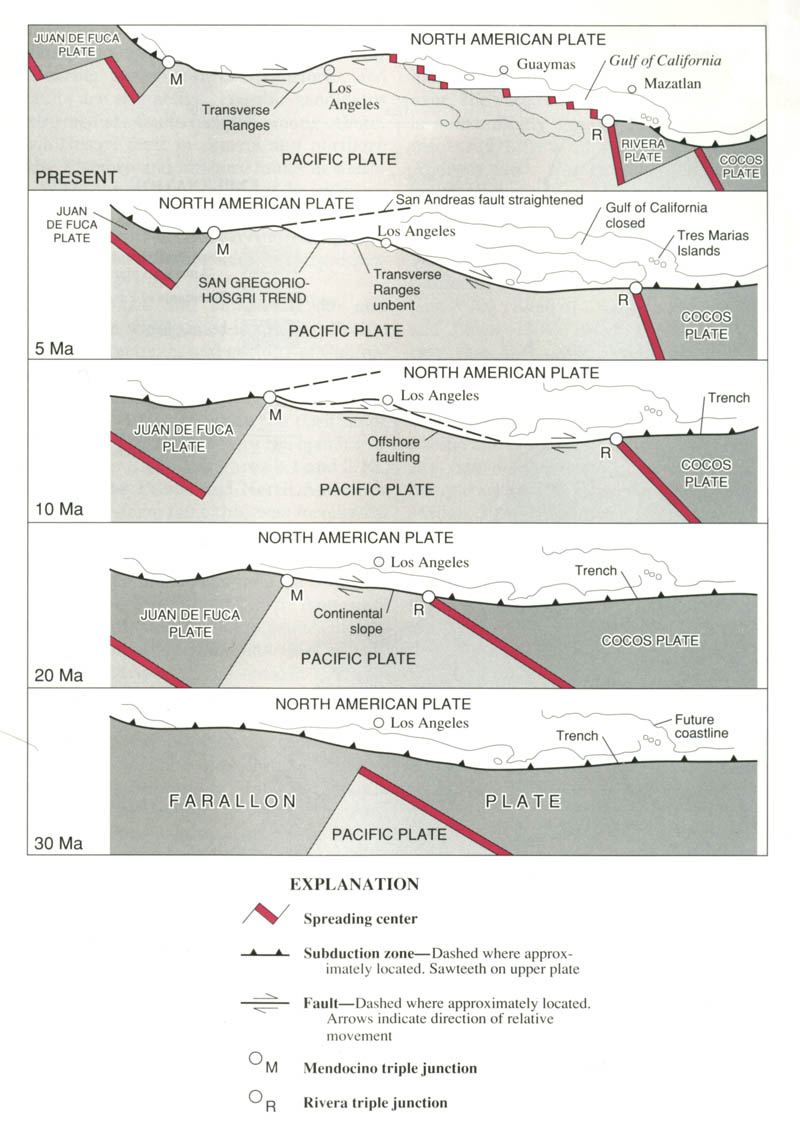
Zeitliche Entwicklung der San-Andreas-Verwerfung. Zu beachten die Nordwestwanderung des Mendocino-Tripelpunkts.

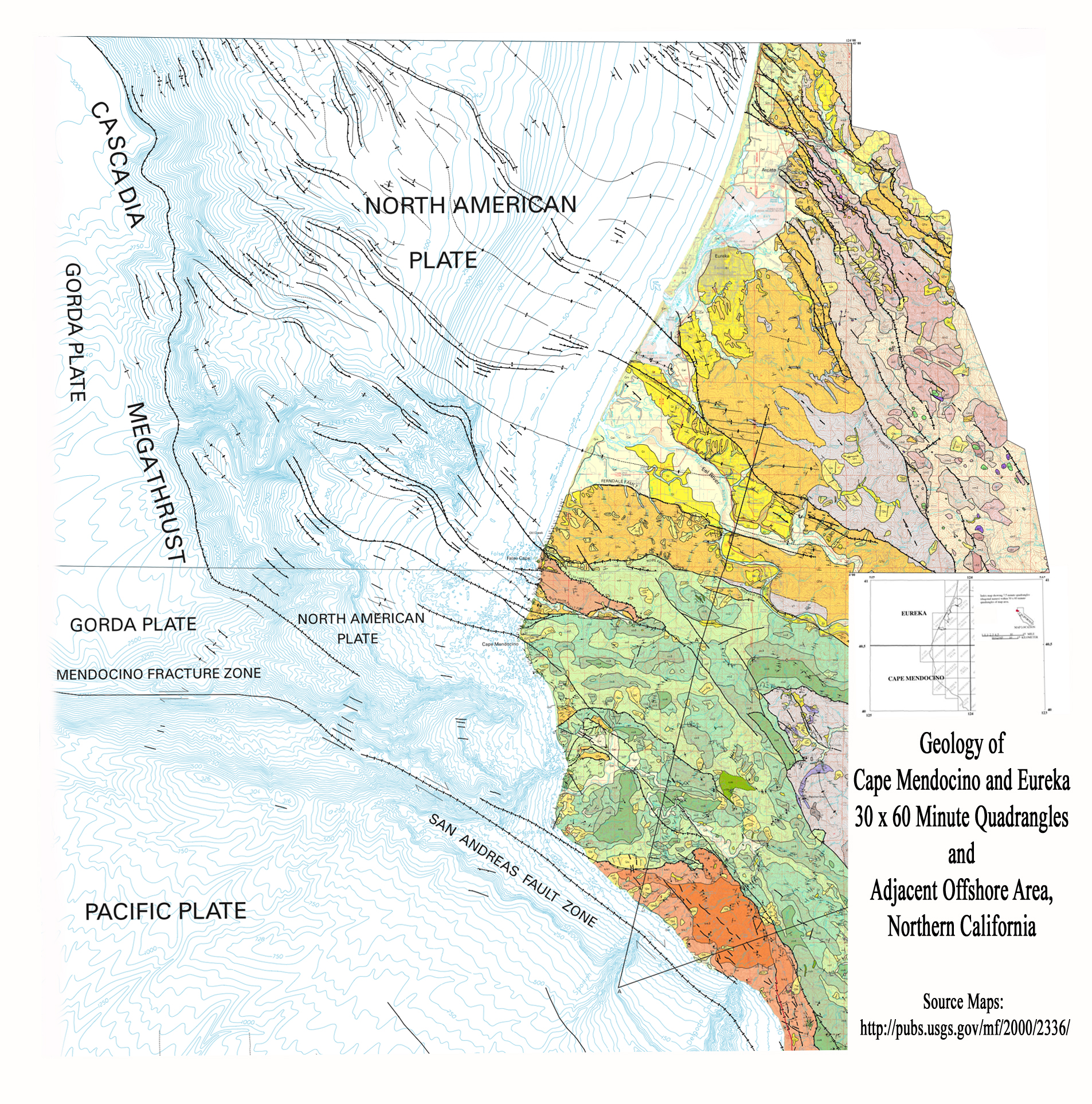
Geologische Karte des Humboldt Countys

Vor der Küste Nordkaliforniens grenzen drei Lithosphärenplatten aneinander – die Pazifische Platte, die Gordaplatte als Anhängsel der Juan-de-Fuca-Platte und die Nordamerikanische Platte. Die entsprechenden Plattengrenzen bilden einen Tripelpunkt am Cape Mendocino. Die rechtsverschiebende Transform-Bruchzone der Mendocino Fracture Zone markiert die Plattengrenze zwischen der Gordaplatte und der Pazifischen Platte. Diese bedeutende tektonische Grenze hat regional bereits sehr viele Erdbeben ausgelöst, darunter das Kaskadien-Erdbeben von 1700 und das Cape-Mendocino-Erdbeben 1992 mit MW = 7,2. Der Ostteil der Gordaplatte – eine recht komplexe Mikroplatte – ist überhaupt seismisch sehr aktiv (wie auf der weiter oben rechts stehenden Abbildung zu sehen). Nördlich des Tripelpunkts überfährt die Nordamerikanische Platte mit einem recht breiten Akkretionskeil flach die Gordaplatte und bildet hierbei die Cascadia-Subduktionszone.
Entscheidend für die geodynamische Entwicklung im nördlichen Küstengebirge war die Subduktion der Farallon-Platte am westlichen Kontinentalrand von Nordamerika. Diese begann bereits im Unterjura vor zirka 180 Millionen Jahren. Im Oligozän vor rund 30 bis 28 Millionen Jahren erreichte schließlich der Spreizungsrücken mit der auf seiner Westseite gelegenen Pazifischen Platte den Kontinentalrand, in etwa auf der Höhe von San Diego. Als Folge zerfiel die Farallon-Platte in die nördliche Juan-de-Fuca-Platte und in die südliche Cocos-Platte. Zwischen den beiden neugebildeten Platten entstand eine rechtsverschiebende Transformzone – die San-Andreas-Verwerfung. Mit fortschreitender Subduktion der Pazifischen Platte wanderte ihr nördlicher Tripelpunkt immer weiter nach Nordwesten bis zu seiner heutigen Position am Cape Mendocino. Dort biegt die San-Andreas-Verwerfung jetzt leicht kreisbogenförmig um zirka 100° nach Westen ab. Die Transformzone besteht aber nicht nur aus der San-Andreas-Verwerfung, sondern aus einer Schar zu ihr mehr oder weniger parallel verlaufender Seitenverschiebungen, die intensiv das Erdbebengebiet durchziehen. Im Gegensatz zur San-Andreas-Verwerfung setzen diese jedoch ihren Verlauf nach Nordwest ungehindert fort.
Das Ferndale-Erdbeben ist insofern erstaunlich, da wider Erwarten eine bisher unbekannte, steilstehende Verwerfung in Richtung Nordost und somit quer zum generellen geodynamischen Gefüge aufgerissen war. Für die auf bekannten Störungen aufbauende Erdbebenvorhersage sind dies keine guten Nachrichten, da das Ferndale-Erdbeben auf potentielle Schwachstellen in Datenerhebung und Modellierung hinweist, welche bereits mit dem Ridgecrest-Erdbeben 2019 zu Tage getreten waren.